# Каменне (Нагорський район)
Ка́менне (рос. Каменне) — присілок у складі Нагорського району Кіровської області, Росія. Входить до складу Метелівського сільського поселення.
Населення становить 1 особа (2010, 3 у 2002).
Національний склад станом на 2002 рік — росіяни 67 %, марійці 33 %.